# Campeonato Sul-Americano de Voleibol Masculino Sub-19 de 2004
O  Campeonato Sul-Americano de Voleibol Masculino Sub-19  de 2004  ou  a décima – quarta edição do Campeonato Sul-Americano Infanto-Juvenil, realizada bienalmente, foi a competição disputada por seleções sul-americanas, cuja entidade organizadora é a  Confederação Sul-Americana de Voleibol, sediado na cidade de Cali, as partidas foram disputadas no Coliseo Evangelista Mora,  edição vencida pela Seleção Brasileira, além do título inédito garantiu juntamente com a representação argentina (vice-campeão) a qualificação para o Mundial Infanto-Juvenil de 2005 na Argélia.

## Seleções participantes
As seguintes seleções confirmaram participação no Campeonato Sul-Americano Infanto-Juvenil de 2004:
| Equipe    | Última participação |
| --------- | ------------------- |
| Colômbia  | Sede e 5º em 2002   |
| Argentina | 2º em 2002          |
| Brasil    | 1º em 2002          |
| Chile     | 4º em 2002          |
| Peru      | 8º em 2000          |
| Venezuela | 3º em 2002          |

## Fase única
Classificação
- Local: Coliseo Evangelista Mora, Cali

|     |           |     | Jogos | Jogos | Jogos | Resultados | Resultados | Resultados | Resultados | Resultados | Resultados | Sets | Sets | Sets  | Pontos | Pontos | Pontos |
| Pos | Equipe    | Pts | T     | V     | D     | 3–0        | 3–1        | 3–2        | 2–3        | 1–3        | 0–3        | V    | P    | R     | V      | P      | R      |
| --- | --------- | --- | ----- | ----- | ----- | ---------- | ---------- | ---------- | ---------- | ---------- | ---------- | ---- | ---- | ----- | ------ | ------ | ------ |
| 1   | Brasil    | 14  | 5     | 5     | 0     | 4          | 0          | 1          | 0          | 0          | 0          | 15   | 2    | 7.500 | 414    | 307    | 1.349  |
| 2   | Argentina | 13  | 5     | 4     | 1     | 2          | 2          | 0          | 1          | 0          | 0          | 14   | 5    | 2.800 | 439    | 369    | 1.190  |
| 3   | Colômbia  | 8   | 5     | 3     | 2     | 1          | 1          | 1          | 0          | 1          | 1          | 10   | 9    | 1.111 | 335    | 360    | 0.931  |
| 4   | Chile     | 6   | 5     | 2     | 3     | 1          | 1          | 0          | 0          | 1          | 2          | 7    | 10   | 0.700 | 285    | 336    | 0.848  |
| 5   | Venezuela | 4   | 5     | 1     | 4     | 1          | 0          | 0          | 1          | 2          | 1          | 7    | 12   | 0.583 | 417    | 433    | 0.963  |
| 6   | Peru      | 0   | 5     | 0     | 5     | 0          | 0          | 0          | 0          | 0          | 5          | 0    | 15   | 0,000 | 140    | 225    | 0.622  |

Resultados
| Data  | Hora  |              | Placar |           | Set 1 | Set 2 | Set 3 | Set 4 | Set 5 | Total  | Relatório |
| ----- | ----- | ------------ | ------ | --------- | ----- | ----- | ----- | ----- | ----- | ------ | --------- |
| 5 jul |       | 'Chile '     | 3–1    | Venezuela | 25-23 | 22–25 | 25–23 | 25-19 |       | 97–48  | 97–90     |
| 5 jul |       | 'Brasil '    | 3–0    | Peru      | 25-16 | 25–13 | 25-20 |       |       | 75–13  | 75–49     |
| 5 jul |       | 'Argentina ' | 3–1    | Colômbia  | 25-17 | 24–26 | 25-22 | 25-17 |       | 99–26  | 99–82     |
| 6 jul | 15:45 | 'Venezuela ' | 3–0    | Peru      | 25-21 | 25–12 | 25-22 |       |       | 75–12  | 75–55     |
| 6 jul | 17:30 | 'Argentina ' | 3–0    | Chile     | 25-17 | 25–14 | 25-14 |       |       | 75–14  | 75–45     |
| 6 jul | 19:30 | 'Brasil '    | 3–0    | Colômbia  | 25-19 | 25–16 | 25-14 |       |       | 75–16  | 75–49     |
| 7 jul | 15:45 | 'Brasil '    | 3–0    | Chile     | 25-18 | 25–21 | 25-15 |       |       | 75–21  | 75–54     |
| 7 jul | 17:30 | 'Argentina ' | 3–1    | Venezuela | 25-23 | 21–25 | 26-24 | 25-21 |       | 97–25  | 97–93     |
| 7 jul | 19:30 | 'Colômbia '  | 3–0    | Peru      |       |       |       |       |       |        |           |
| 8 jul |       | 'Argentina ' | 3–0    | Peru      | 25-15 | 25–9  | 25-12 |       |       | 75–9   | 75–36     |
| 8 jul |       | 'Brasil '    | 3–0    | Venezuela | 25-17 | 25–21 | 26-24 |       |       | 76–21  | 76–62     |
| 8 jul |       | 'Colômbia '  | 3–1    | Chile     | 21-25 | 25–22 | 25-22 | 25-20 |       | 96–22  | 96–89     |
| 9 jul |       | 'Chile '     | 3–0    | Peru      |       |       |       |       |       |        |           |
| 9 jul |       | 'Colômbia '  | 3–2    | Venezuela | 25-18 | 22–25 | 25-16 | 21-25 | 15-13 | 108–25 | 108–97    |
| 9 jul |       | 'Brasil '    | 3–2    | Argentina | 25-17 | 25–16 | 23-25 | 23-25 | 15-10 | 111–16 | 113–93    |

## Classificação final
| Posição | Equipe    |
| ------- | --------- |
| 1       | Brasil    |
| 2       | Argentina |
| 3       | Colômbia  |
| 4       | Chile     |
| 5       | Venezuela |
| 6       | Peru      |

|  | Qualificados para o Mundial Infanto-Juvenil de 2005 |

## Prêmios individuais
| MVP (Most Valuable Player) |                          |        |
| Melhor Atacante            |                          |        |
| Melhor Bloqueador          |                          |        |
| Melhor Sacador             | Dhiego Gestich Gemi      | Brasil |
| Melhor Levantador          | Ayrton Castro de Rezende | Brasil |
| Melhor Líbero              |                          |        |
| Melhor Defensor            |                          |        |
| Melhor Receptor            |                          |        |